# Albert Sabin
Abram Saperstejn (Białystok, 26 de agosto de 1906-Washington D. C., 3 de marzo de 1993) o Abram Saperstein, conocido después como Albert Bruce Sabin, fue un virólogo polaco nacionalizado estadounidense. De origen judío tuvo que huir en 1921 del antisemitismo.

## Datos biográficos
Abram Saperstejn (más tarde Albert Sabin) nació en Białystok, Imperio ruso (antes y desde 1918 en Polonia), de padres judíos polacos, Jacob Saperstejn y Tillie Krugman. En 1921, emigró con su familia en el SS Lapland que zarpó de Amberes, Bélgica, al puerto de Nueva York. En 1930, se convirtió en ciudadano naturalizado de los Estados Unidos y cambió su nombre a Sabin, además de asumir el segundo nombre Bruce. Se graduó de la escuela secundaria en Paterson, Nueva Jersey.
Sabin comenzó la universidad en un programa de odontología, pero estaba interesado en la virología y cambió de especialización. Recibió una licenciatura en ciencias en 1928 y un título médico en 1931 de la Universidad de Nueva York.
En 1983, Sabin desarrolló calcificación de la columna cervical, lo que le causó parálisis y dolor intenso. Sabin reveló en una entrevista televisiva que la experiencia lo había hecho decidir pasar el resto de su vida trabajando para aliviar el dolor. Esta afección fue tratada con éxito mediante cirugía realizada en el Hospital Johns Hopkins en 1992 cuando Sabin tenía 86 años. Un año después, Sabin murió en Washington D. C., de insuficiencia cardíaca.

## Carrera médica
Sabin se formó en medicina interna, patología y cirugía en el Hospital Bellevue en la ciudad de Nueva York de 1931 a 1933. En 1934, realizó investigaciones en el Instituto Lister de Medicina Preventiva en Inglaterra, luego se unió al Instituto Rockefeller para la Investigación Médica (actual Universidad Rockefeller). Durante este tiempo, desarrolló un intenso interés en la investigación, especialmente en el área de enfermedades infecciosas.
En 1939, se trasladó al Hospital de Niños de Cincinnati en Cincinnati, Ohio. Durante la Segunda Guerra Mundial, fue teniente coronel en el Cuerpo Médico del Ejército de los Estados Unidos y ayudó a desarrollar una vacuna contra la encefalitis japonesa. Manteniendo su asociación con el Hospital de Niños, en 1946, también se había convertido en el jefe de Investigación Pediátrica en la Universidad de Cincinnati. En el Hospital de Niños de Cincinnati, Sabin supervisó la beca de Robert M. Chanock, a quien llamó su "hijo científico estrella".
Sabin realizó un viaje de investigación a Cuba en 1967 para discutir con funcionarios cubanos la posibilidad de establecer una relación de colaboración entre los Estados Unidos y Cuba a través de sus respectivas academias nacionales de ciencias, a pesar de que los dos países no tenían relaciones diplomáticas formales.
Entre 1969 y 1972, vivió en Israel, sirviendo como presidente del Instituto Weizmann de Ciencias en Rehovot. Después de su regreso a los Estados Unidos, trabajó (1974-82) como profesor de investigación en la Universidad Médica de Carolina del Sur. Más tarde se mudó al área de Washington D. C., donde fue académico residente en el Centro Internacional John E. Fogarty en el campus de los Institutos Nacionales de Salud en Bethesda, Maryland.

## Investigación sobre la polio
Con la creciente amenaza de la poliomielitis, Sabin y otros investigadores, especialmente Jonas Salk en Pittsburgh y Hilary Koprowski y H. R. Cox en la ciudad de Nueva York y Filadelfia, buscaron una vacuna para prevenir o mitigar la enfermedad. Esto se complicó porque había múltiples cepas de la enfermedad. En 1951, el programa de tipificación de la Fundación Nacional para la Parálisis Infantil confirmó la existencia de tres serotipos principales de poliovirus, desde entonces conocidos como tipo 1, tipo 2 y tipo 3.
Salk desarrolló una vacuna antipoliomielítica inactivada (IPV), una vacuna "muerta" administrada por inyección, que fue lanzada para su uso en 1955. Fue eficaz para prevenir la mayoría de las complicaciones de la poliomielitis, pero no previno la infección intestinal inicial.
Al realizar autopsias de víctimas de poliomielitis, Sabin pudo demostrar que el poliovirus se multiplicó y atacó los intestinos antes de que se trasladara al sistema nervioso central. Esto también sugirió que el virus de la poliomielitis podría cultivarse en otros tejidos además del tejido cerebral embrionario, lo que llevaría a métodos más fáciles y más baratos de desarrollo de vacunas. John Enders, Thomas Huckle Weller y Frederick Robbins cultivarían con éxito poliovirus en cultivos de laboratorio de tejido no nervioso en 1949, un logro que les valió el Premio Nobel de Fisiología y Medicina de 1954.
Sabin desarrolló una vacuna oral basada en cepas mutantes del virus de la poliomielitis que parecía estimular la producción de anticuerpos pero no causar parálisis. Los receptores de su vacuna oral viva atenuada incluyeron a él mismo, su familia y sus colegas. Los primeros ensayos clínicos de Sabin se llevaron a cabo en el Reformatorio de Chillicothe Ohio a finales de 1954. De 1956 a 1960, trabajó con colegas rusos para perfeccionar la vacuna oral y demostrar su extraordinaria eficacia y seguridad. La vacuna Sabin funcionó en los intestinos para impedir que el poliovirus entrara en el torrente sanguíneo.
Entre 1955 y 1961, la vacuna oral se probó en al menos 100 millones de personas en la Unión Soviética, partes de Europa del Este, Singapur, México y los Países Bajos. La primera producción industrial y uso masivo de la vacuna oral contra el poliovirus (OPV) a partir de cepas Sabin fue organizada por el científico soviético Mijaíl Chumakov. Esto proporcionó el ímpetu crítico para permitir ensayos clínicos a gran escala de OPV en los Estados Unidos en abril de 1960 en 180,000 escolares de Cincinnati. Las técnicas de inmunización masiva que Sabin fue pionero con sus asociados erradicaron efectivamente la poliomielitis en Cincinnati. Contra la considerable oposición de la Fundación March of Dimes, que apoyó el uso de la relativamente efectiva vacuna muerta de Salk, Sabin prevaleció sobre el Servicio de Salud Pública (PHS) para autorizar sus tres cepas de vacuna. Mientras que el PHS se estancó, la URSS envió millones de dosis de la vacuna oral a lugares con epidemias de poliomielitis, como Japón.
La primera vacuna oral contra el poliovirus (OPV) de Sabin, para su uso contra los poliovirus tipo 1, fue autorizada en los Estados Unidos en 1961. Sus vacunas para los poliovirus tipo 2 y tipo 3 fueron autorizadas en 1962. Al principio, las vacunas monovalentes contra el poliovirus se administraban juntas colocándose en un cubo de azúcar. En 1964, se aprobó una sola OPV trivalente que contenía los tres serotipos virales. La vacuna oral de Sabin fue más fácil de administrar que la vacuna anterior desarrollada por Salk en 1954, y sus efectos duraron más tiempo. La vacuna Sabin se convirtió en el método predominante de vacunación contra la poliomielitis en los Estados Unidos durante las siguientes tres décadas. Rompió la cadena de transmisión del virus y permitió la posibilidad de que la poliomielitis pudiera algún día ser erradicada.
Sabin también desarrolló vacunas contra otras enfermedades virales, como la encefalitis y el dengue. Además, investigó posibles vínculos entre virus y algunas formas de cáncer.
.

## Bibliografía

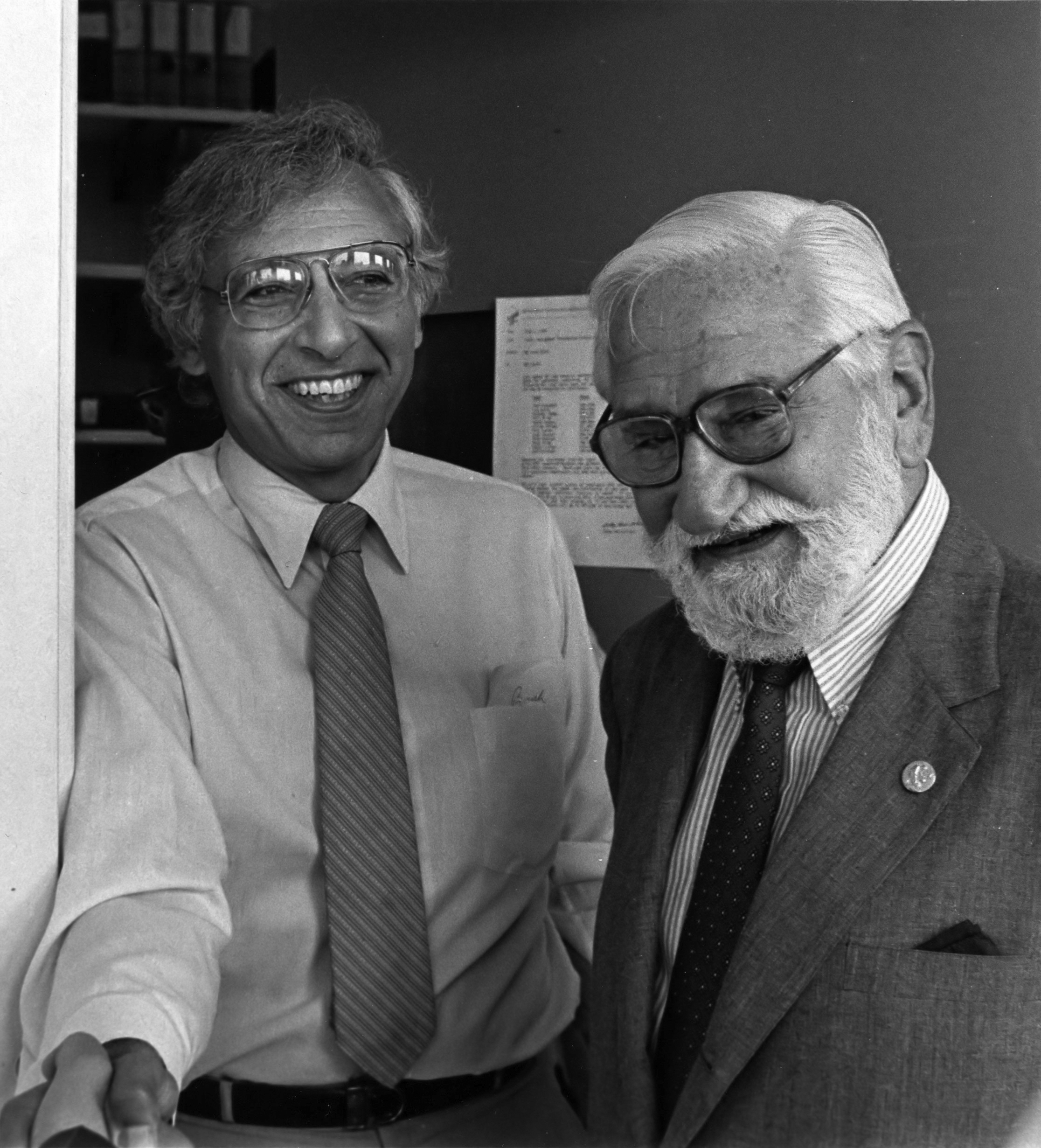
Albert Sabin (derecha) y Robert C. Gallo, M.D. (c. 1985)